# Добрановиці (Велицький повіт)
Добрановиці (пол. Dobranowice) — село в Польщі, у гміні Величка Велицького повіту Малопольського воєводства.
Населення — 617 осіб (2011).

## Демографія
Демографічна структура станом на 31 березня 2011 року:
|          | Загалом | Допрацездатний вік | Працездатний вік | Постпрацездатний вік |
| -------- | ------- | ------------------ | ---------------- | -------------------- |
| Чоловіки | 297     | 65                 | 200              | 32                   |
| Жінки    | 320     | 67                 | 202              | 51                   |
| Разом    | 617     | 132                | 402              | 83                   |